# Pszczoła wschodnia
Pszczoła wschodnia (Apis cerana) – gatunek z rodzaju pszczół miodnych (Apis), żyjący dziko w południowej i wschodniej Azji, na kontynencie i wyspach, od dorzecza Indusu po dorzecze Amuru.
Gniazdo zbudowane z wielu plastrów zakłada w pomieszczeniu zamkniętym. Jest trochę mniejsza od pszczoły miodnej, żółta lub ciemniejsza (matki i trutnie zawsze ciemne). Nie używa kitu. Różni się od pszczoły miodnej między innymi sposobem wentylowania gniazda: wachluje skrzydełkami zwrócona głową na zewnątrz  gniazda. Jest łagodna, rzadko żądli, ale niekiedy szczypie żuwaczkami, podczas ataku wydaje dźwięki. Przejawia skłonności do migracji, niepokojona opuszcza gniazdo. Jest odporna na choroby i niesprzyjające warunki środowiskowe. Żyje dziko w dziuplach i szczelinach skalnych, a ponadto jest hodowana przez tubylców.
W jej obrębie rozróżnia się:
- pszczołę indyjską (Apis cerana indica Fab.)
- pszczołę indonezyjską (Apis cerana insularis Friese)
- pszczołę japońską (Apis cerana japonica Rad.)
- pszczołę chińską (Apis cerana sinensis Smith)
- pszczołę indochińską (Apis cerana socialis Lepel.)
- pszczołę ussuryjską (Apis cerana ussuriensis Ław.)

## Systematyka Ruttnera (1988)
- pszczoła wschodnia (Apis cerana cerana)
  - od Afganistanu przez Pakistan, północne Indie i Chiny do północnego Wietnamu.
- pszczoła indyjska (Apis cerana indica Fab.)
  - od południowych Indii przez Sri Lankę, Bangladesz, Birmę, Malezję, Indonezję do Filipin.
- pszczoła japońska (Apis cerana japonika Rad.)
  - Japonia
- pszczoła himalajska (Apis cerana himalaya)
  - centralne i wschodnie Himalaje (Smith, 1991).